# Saison 2009 de l'équipe cycliste Silence-Lotto
La saison 2009 de l'équipe cycliste Silence-Lotto est la cinquième de l'équipe.

## Bilan de la saison

### Victoires
| Date       | Course                                                 | Pays     | Classe | Vainqueur        |
| ---------- | ------------------------------------------------------ | -------- | ------ | ---------------- |
| 28/03/2009 | 5e étape de la Semaine internationale Coppi et Bartali | Italie   | 2.1    | Cadel Evans      |
| 16/04/2009 | 5e étape du Tour de Turquie                            | Turquie  | 2.1    | Olivier Kaisen   |
| 30/05/2009 | 20e étape du Tour d'Italie                             | Italie   | HIS    | Philippe Gilbert |
| 07/06/2009 | 1re étape du Critérium du Dauphiné libéré              | France   | PT     | Cadel Evans      |
| 20/06/2009 | 3e étape du Ster Elektrotoer                           | Pays-Bas | 2.1    | Philippe Gilbert |
| 21/06/2009 | Classement général du Ster Elektrotoer                 | Pays-Bas | 2.1    | Philippe Gilbert |
| 30/08/2009 | Coupe Sels                                             | Belgique | 1.1    | Kris Boeckmans   |
| 08/10/2009 | Coppa Sabatini                                         | Italie   | 1.1    | Philippe Gilbert |
| 11/10/2009 | Paris-Tours                                            | France   | 1.HC   | Philippe Gilbert |
| 15/10/2009 | Tour du Piémont                                        | Italie   | 1.HC   | Philippe Gilbert |
| 17/10/2009 | Tour de Lombardie                                      | Italie   | HIS    | Philippe Gilbert |

### Résultats sur les courses majeures
Les tableaux suivants représentent les résultats de l'équipe dans les principales courses du calendrier international (les cinq classiques majeures et les trois grands tours). Pour chaque épreuve est indiqué le meilleur coureur de l'équipe, son classement ainsi que les accessits glanés par Silence-Lotto sur les courses de trois semaines.

#### Classiques
| Classique            | Milan-San Remo          | Tour des Flandres     | Paris-Roubaix          | Liège-Bastogne-Liège  | Tour de Lombardie      |
| -------------------- | ----------------------- | --------------------- | ---------------------- | --------------------- | ---------------------- |
| Coureur (classement) | Greg Van Avermaet (13e) | Philippe Gilbert (3e) | Johan Vansummeren (4e) | Philippe Gilbert (4e) | Philippe Gilbert (1er) |

#### Grands tours
| Grand tour           | Tour d'Italie                         | Tour de France              | Tour d'Espagne   |
| -------------------- | ------------------------------------- | --------------------------- | ---------------- |
| Coureur (classement) | Francis De Greef (17e)                | Jurgen Van den Broeck (13e) | Cadel Evans (3e) |
| Accessits            | 1 victoire d'étape (Philippe Gilbert) | -                           | -                |

### Classement UCI
L'équipe Silence-Lotto termine à la sixième place du Calendrier mondial avec 821 points. Ce total est obtenu par l'addition des points des cinq meilleurs coureurs de l'équipe au classement individuel que sont Cadel Evans, 5e avec 333 points, Philippe Gilbert, 9e avec 295 points, Jurgen Van den Broeck, 61e avec 83 points, Leif Hoste, 77e avec 60 points, et Mickaël Delage, 88e avec 50 points.
| Rang | Coureur               | Points |
| ---- | --------------------- | ------ |
| 5    | Cadel Evans           | 333    |
| 9    | Philippe Gilbert      | 295    |
| 61   | Jurgen Van den Broeck | 83     |
| 77   | Leif Hoste            | 60     |
| 88   | Mickaël Delage        | 50     |
| 89   | Johan Vansummeren     | 50     |
| 166  | Jürgen Roelandts      | 10     |
| 189  | Greg Van Avermaet     | 6      |